# Józef Landau (poeta)
Józef Landau (ur. 1875, zm. w listopadzie 1933) – poeta, publicysta, filozof, działacz oświatowy, polonofil, asymilator, czołowy przedstawiciel ruchu wolnomyślicielskiego.

## Życiorys
Członek i promotor grupy postępowców zrzeszonych w Stowarzyszeniu Pracowników Handlowych Żydów w Warszawie. Od 1921 członek zarządu głównego Stowarzyszenia Wolnomyślicieli Polskich i redaktor naczelny „Myśli Wolnej" – organu prasowego SWP (1923–1924) oraz „Życia Wolnego”. Delegat na Kongres Międzynarodówki Myśli Wolnej w Paryżu (1925) i Luksemburgu (1929). Założyciel Warszawskiego Koło Intelektualistów (PZMW), od 1930 redaktor i wydawca jego organu prasowego – miesięcznika Racjonalista.
Zwolennik krytycznego myślenia, odrzucał irracjonalność dogmatów, jakkolwiek przydomek ateisty (...) nie był mu miły, jednak za niemożliwość uznawał egzystencję Boga, rozumianego wedle wykładni którejkolwiek z religii. Piewca wolności sumienia i słowa, domagający się przede wszystkim reform ustawodawczych.
Autor publikacji Szkice przeciwwyznaniowe (Warszawa: Stowarzyszenie Wolnomyślicieli Polskich, 1923).